# Forte de São Diogo
O Forte de São Diogo localiza-se na Praça Azevedo Fernandes, no bairro da Barra, em Salvador, capital do estado brasileiro da Bahia. Ergue-se na base do Morro de Santo Antônio, ao lado direito da praia do Porto da Barra, local onde anteriormente existiu o Castelo do Pereira. Próximo ao forte também estão a Igreja de Santo Antônio da Barra e o Instituto Mauá, este já na Avenida Sete de Setembro.
O Forte de São Diogo visava impedir, com o apoio do Forte de Santa Maria, o desembarque de qualquer inimigo naquele acesso ao sul da cidade do Salvador, então capital do Estado do Brasil.
De suas muralhas descortina-se uma bela e ampla visão da Baía de Todos os Santos. Atualmente encontra-se sob a guarda do Exército Brasileiro.

## História

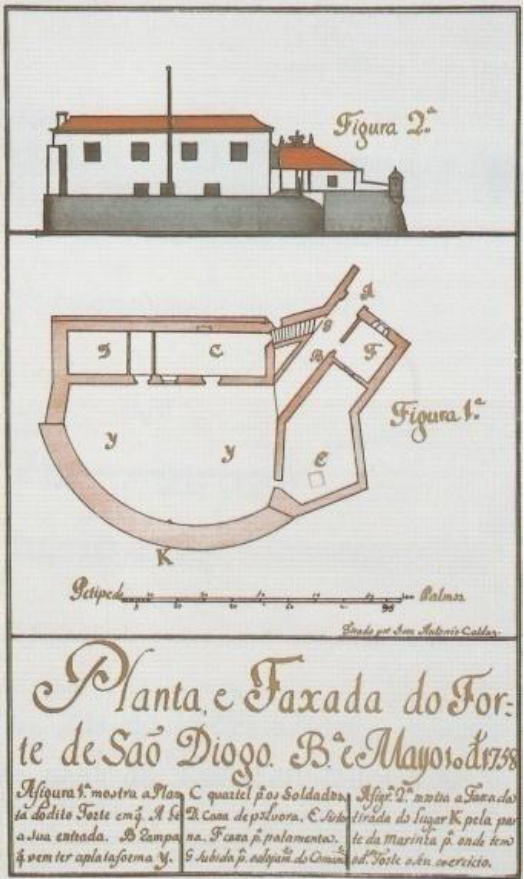
Forte de São Diogo: perfil e planta por José António Caldas (c. 1758).

### Século XVII
A sua construção remonta ao Governo Geral de D. Diogo de Meneses Siqueira (1609-1613) com planta do Engenheiro-mor e dirigente das obras de fortificação do Brasil, Francisco de Frias da Mesquita (1603-1634). Em iconografia de João Teixeira Albernaz, o velho (Planta da Cidade de Salvador, 1616) figura como Estância de São Diogo.
Foi ampliado e transformado num forte que tinha como finalidade impedir o desembarque de invasores no único porto seguro existente na entrada da baía de Todos os Santos, preferido pelos invasores que pretendiam atacar a cidade pelo lado sul.
No contexto das Invasões holandesas do Brasil foi reconstruído a partir de 1626, durante o Governo Geral de Diogo Luís de Oliveira (1626-1635), resistindo, ainda em obras, ao ataque de abril-maio de 1638 do Conde Maurício de Nassau (1604-1679), por ocasião da segunda invasão holandesa.

### O século XVIII

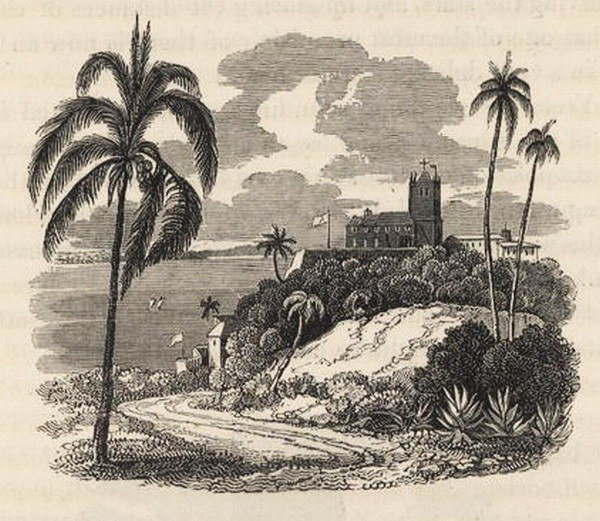
Igreja e Convento de Santo Antônio da Barra na Bahia (Maria Graham, 1824): o forte está assinalado pela bandeira.

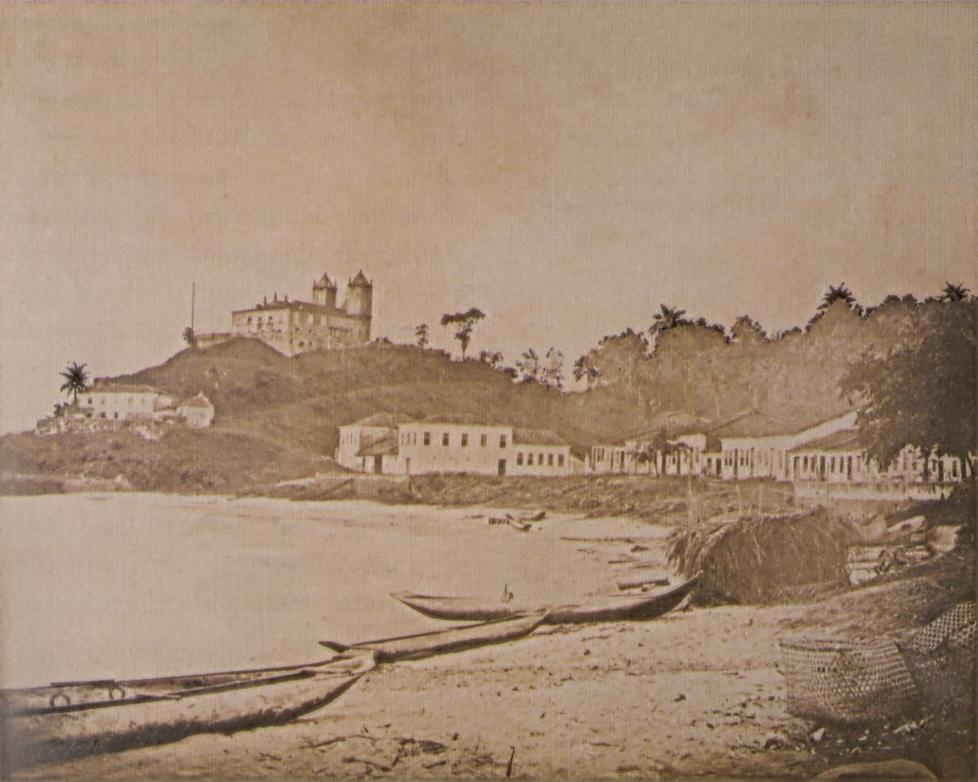
O Forte de São Diogo e a Igreja de Santo Antônio em Salvador (fotografia de Victor Frond, 1858).

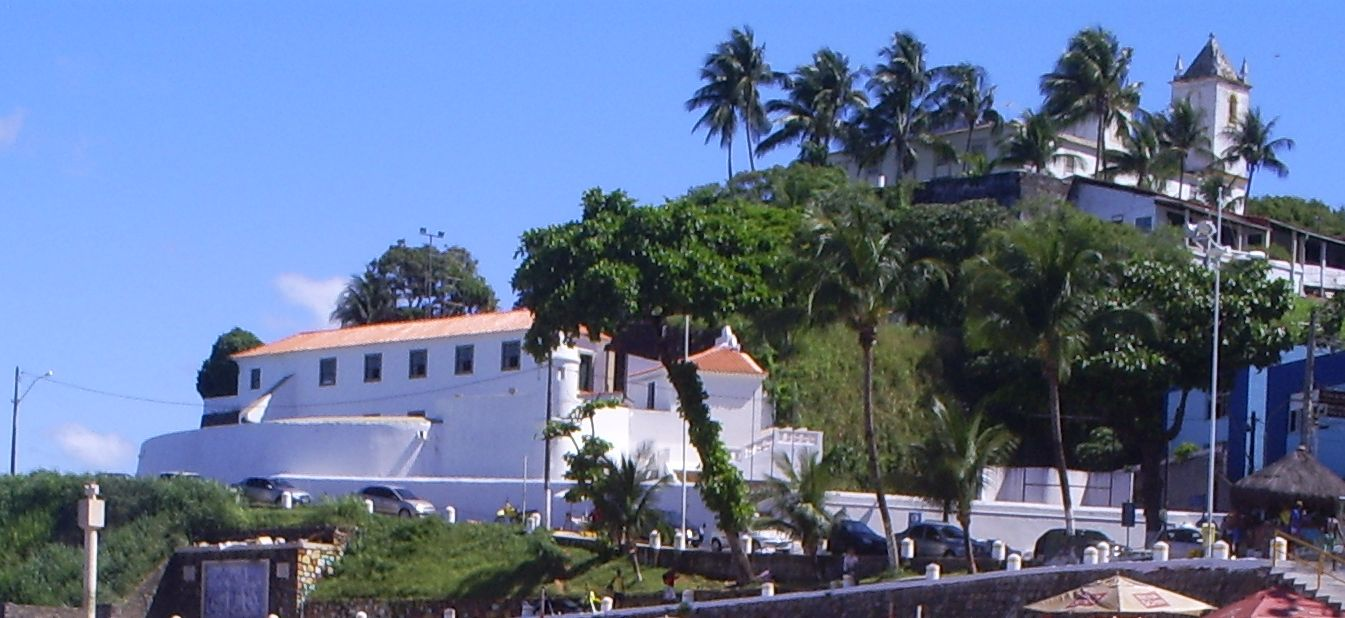
Forte de São Diogo hoje: ao fundo, a igreja de Santo Antônio.

A construção sofreu alterações na estrutura e no traçado a partir de 1704, que lhe conferiram a atual estrutura orgânica, em que o terrapleno acompanha a linha da base do morro, cortado para a sua edificação.
Foi reinaugurado em setembro de 1722, quando passou a contar com uma bateria de sete peças de artilharia. De acordo com iconografia de José António Caldas, apresenta o traçado de um meio reduto circular aberto com parapeitos à barbeta. Sobre o terrapleno, ergue-se edificação de dois pavimentos abrigando as dependências de serviço (Casa de Comando, Quartel da Tropa, Casa da Palamenta e outras).
Esteve guarnecido com um Capitão comandante e dois soldados artilheiros, e artilhado com cinco peças de ferro de calibre 12 libras e duas de bronze de calibre 8, presumivelmente em meados do século XVIII.

### O século XIX
No contexto da Questão Christie (1862-1865), o "Relatório do Estado das Fortalezas da Bahia" ao Presidente da Província, datado de 3 de agosto de 1863, dá-o como reparado, citando:
"(...) é este Forte de figura irregular, composto de seis lados retos e um curvo, à barbeta, cujo plano de fogo total é de 120 palmos.
Monta cinco peças de calibre 24, foi reparado e se acha em bom estado.
Não possui plataforma, e os reparos por semelhante falta descansam sobre o solo do terrapleno, que não é lajeado e nem possui o declive próprio daquela, como é conveniente na parte em que joga a artilharia."
Passou por novas reformas, nas canhoneiras e parapeitos, em 1875, 1883 e 1886. SOUZA (1885) informa que mantinha, à época (1885), quatro peças de artilharia, nas muralhas abandonadas.

### O século XX
À época da Primeira Guerra Mundial (1914-1918), o forte encontrava-se desarmado em 1915, e à da Segunda Guerra Mundial (1939-1945), abandonado em 1940. BARRETTO (1958) adita que à época (1958), o Círculo Militar ocupava uma das dependências do forte.
Atualmente, o Forte de São Diogo encontra-se restaurado e aberto ao público, convertido em Centro Cultural, com programação regular de eventos. A sua guarnição apresenta-se trajada com o uniforme histórico do 1º Regimento de Infantaria da Bahia, dentro do projeto de revitalização das Fortalezas Históricas de Salvador, da Secretaria de Cultura e Turismo em parceria com o Exército Brasileiro.
Para os aficcionados da telecartofilia, sua fachada e acesso ilustram um cartão telefônico da série Fortes de Salvador, emitida pela Telebahia, em junho de 1998.

## Características
Apresenta planta irregular do tipo italiano, dotado de casa de comando com dois pavimentos, portada encimada por brasão de armas, e guarita.